# 晋卿社区
晋卿社区隶属于中华人民共和国海南省三沙市西沙区永乐群岛管理委员会，成立于2009年8月，地处南中国海西沙群岛晋卿岛。目前晋卿社区辖晋卿岛、广金岛，现有渔民30多户，100多人。
2009年8月，经过民主选举，晋卿岛产生了村委会班子，一名主任、一名副主任和一名委员管理着这座小岛。